# Zuidelijke stekelstaartkangoeroe
De zuidelijke stekelstaartkangoeroe (Onychogalea lunata) is een uitgestorven kangoeroe uit het geslacht der stekelstaartkangoeroes (Onychogalea) die voorkwam in open bos en struiklandschap in het midden van Australië. De wetenschappelijke naam van de soort werd voor het eerst geldig gepubliceerd door John Gould in 1840. In de jaren veertig van de twintigste eeuw zijn de laatste bevestigde waarnemingen gedaan. Als het dier verstoord werd, vluchtte het in een holte in een boom.

## Uiterlijke kenmerken
De bovenkant van het lichaam is asgrijs, de flanken en de schouders zijn oranjeachtig, de onderkant is wit. Van de schouder tot de borst loopt een witte streep, en nog een van de knie tot de heup. Over de bek lopen enkele donkere strepen. De staart is grijs met wat lange, zwarte haren. De kop-romplengte bedraagt 370 tot 510 millimeter, de staartlengte 150 tot 330 millimeter en het gewicht rond de 3500 gram.